# Окпараебо, Эзинне
Эзинне Окпараебо (норв. Ezinne Okparaebo; род. 3 марта 1988, Оверри, Нигерия) — норвежская легкоатлетка, бегунья на короткие дистанции (60, 100 и 200 метров).

## Биография
Окпараебо родилась в нигерийском городе Оверри, в девять лет переехала в Норвегию и там начала заниматься лёгкой атлетикой.
В 2005 году она стала чемпионкой Норвегии в беге на 100 метров и стала регулярно выступать на международных легкоатлетических соревнованиях. В 2007 году стала чемпионкой Европы в беге на 100 метров среди юниоров. Окпараебо соревновалась в беге на 100 метров и на Олимпийских играх 2008 года в Пекине. В первом раунде она со временем 11,32 сек. заняла второе место после ямайской бегуньи Керрон Стюарт. В четвертьфинальном забеге Окпараебо пробежала стометровку за 11,45 сек. и стала лишь четвёртой в своём забеге, выбыв из дальнейшей борьбы.
В 2009 году на чемпионате Европы в помещении, проходившем в Турине, Эзинне завоевала серебряную медаль в беге на 60 метров. На чемпионате Европы под открытым воздухом, проходившем в Барселоне в 2010 году, она заняла 4-е место на стометровке. В 2011 году Окпараебо взяла бронзовую медаль чемпионата Европы в помещении на 60-метровой дистанции. На Олимпийских играх в Лондоне в 2012 году Окпараебо участвовала в соревнованиях по бегу на 100 и 200 метров, в обеих дисциплинах выбыла из борьбы на стадии квалификационных забегов.

## Соревнования
| Год  | Чемпионат                      | Место                     | Вид   | Время (с) | Место |
| ---- | ------------------------------ | ------------------------- | ----- | --------- | ----- |
| 2006 | Чемпионат мира среди юниоров   | Пекин, Китай              | 100 м | 11,83     | пф.   |
| 2006 | Чемпионат мира среди юниоров   | Пекин, Китай              | 200 м | 24,43     | кв.   |
| 2007 | Чемпионат Европы в помещении   | Бирмингем, Великобритания | 60 м  | 7,33      | кв.   |
| 2007 | Чемпионат Европы среди юниоров | Хенгело, Нидерланды       | 100 м | 11,45     | 1-е   |
| 2008 | Чемпионат мира в помещении     | Валенсия, Испания         | 60 м  | 7,34      | пф.   |
| 2008 | Олимпийские игры               | Пекин, Китай              | 100 м | 11,45     | чф.   |
| 2009 | Чемпионат Европы в помещении   | Турин, Италия             | 60 м  | 7,21      | 2-е   |
| 2009 | Чемпионат мира                 | Берлин, Германия          | 100 м | 11,44     | чф.   |
| 2010 | Чемпионат Европы               | Барселона, Испания        | 100 м | 11,23     | 4-е   |
| 2010 | Континентальный кубок          | Сплит, Хорватия           | 100 м | 11,37     | 5-е   |
| 2011 | Чемпионат Европы в помещении   | Париж, Франция            | 60 м  | 7,20      | 3-е   |
| 2011 | Чемпионат мира                 | Тэгу, Южная Корея         | 100 м | 11,48     | пф.   |